# Ella Grubb
Ella Grubb, född Norrgaard den 1 september 1918 i Ryd, Kronobergs län, död den 7 februari 1990 i Lund, var en svensk läkare. Hon var från 1943 gift med Rune Grubb.
Grubb, som var köpmansdotter, avlade studentexamen i Växjö 1938, blev medicine kandidat vid Lunds universitet 1940 och medicine licentiat 1946. Hon var amanuens vid bakteriologiska institutionen vid Lunds universitet och dermatovenerologiska kliniken vid Lunds lasarett 1947–1948, underläkare där 1948–1958 och praktiserande läkare i Lund från 1958. Grubb är begravd på Norra kyrkogården i Lund.
Paret Grubb fick fyra barn, bland dem sonen Anders Grubb och dottern Karin Grubb (gift Prellner).